# Stanislaus Czerniewicz

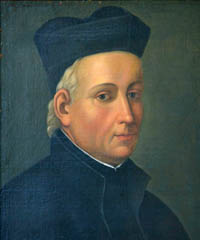
Stanislaus Czerniewicz

Stanislaw Czerniewicz (Kaunas, 15 de agosto de 1728 — Kaunas, 7 de julho de 1785) foi um padre jesuíta lituano-polonês. Ele era reitor do Colégio dos Jesuítas em Polotsk quando a Companhia de Jesus foi suprimida em 1773; em 1782, foi eleito vigário geral dos jesuítas na Rússia em 1782 e de fato Superior Geral da Companhia de Jesus.

## Início da carreira
Depois de sua formação jesuíta na Lituânia – filosofia (1747-50) e teologia (1753-57) na Academia de Vilnius – Czerniewicz ensinou gramática e poesia no Colégio Kražiai (1750-53) antes de ser chamado para Roma, onde foi secretário da Assistência Polonesa da Companhia de Jesus (1759-68). Lá, ele se familiarizou com a governança da sociedade. Ele retornou ao seu país, onde foi nomeado reitor do Colégio dos Jesuítas em Polotsk (agora na Bielorrússia) em 1770.

## Após a supressão da Companhia de Jesus
O mandato de Clemente XIV suprimindo a Sociedade (julho de 1773) não pôde ser promulgado nas casas jesuítas do Império Russo, pois a Czarina Catarina II da Rússia, uma não-católica, proibiu estritamente. Ela não quer ver os jesuítas deixando suas escolas. Havia na época 201 jesuítas no Império Russo e eles continuaram seu trabalho como antes. Como reitor da maior comunidade e escola, Czerniewicz era uma "referência de autoridade" no grupo. Perplexo sobre como proceder, ele buscou em 1775, através de contatos indiretos, a aprovação do sucessor de Clemente XIV no trono papal, Pio VI. Ele, de forma bastante enigmática, deu a Czerniewicz a compreensão de que ele não estava descontente com a situação. Czerniewicz então começou a receber jesuítas de outros países da Europa (1776) e logo também recebeu permissão (1779) para abrir um noviciado para novos recrutas em Polotsk.

## Congregação Regional (Polonesa) I
Como isso não era oficial e ele não tinha autoridade legal sobre os jesuítas, Czerniewicz solicitou ao bispo local (encarregado dos assuntos religiosos) e a Catarina II permissão para convocar uma Congregação Regional para eleger um vigário geral da sociedade. Isso foi concedido. A Congregação reuniu-se em 1782. Em 17 de outubro, Czerniewicz foi eleito vigário-geral com a autoridade total de um superior geral. A abertura do noviciado e, em seguida, a eleição de um vigário-geral criaram uma crise diplomática entre a Rússia e as cortes de Bourbon na Europa, mas Catarina defendeu "seus jesuítas" com a aprovação silenciosa de Pio VI.

## O vigário-geral
Fiel às Constituições de Santo Inácio, Czerniewicz preparou discretamente o renascimento da sociedade, mantendo-se em contato com muitos ex-jesuítas em vários países europeus e mantendo-os informados sobre os desenvolvimentos russos. Sua compreensão da mentalidade russa também o ajudou, assim como a Sociedade a encontrar o caminho certo em tempos muito difíceis. Morreu em 7 de julho de 1785.